# Orthosia pallidior
Orthosia pallidior är en fjärilsart som beskrevs av Otto Staudinger 1888. Orthosia pallidior ingår i släktet Orthosia och familjen nattflyn. Inga underarter finns listade i Catalogue of Life.